# Margarita Restrepo
Margarita María Restrepo Arango es una política colombiana. En las elecciones legislativas de 2014 fue elegida Representante a la Cámara por Antioquia con el aval del Centro Democrático, en este cargo se posesionó el 20 de julio de 2014. Reelegida por los antioqueños para el periodo 2018-2022. Fue la vicepresidenta de la Comisión Primera Constitucional e integraba la Bancada Provida y la Comisión de Derechos Humanos del Congreso de la República. Hoy funge como secretaria de turismo de Antioquia .  
Margarita es graduada en Comunicación Social de la Fundación Universitaria San Alfonso, con estudios en Marketing Político y experiencia en liderazgo, equipos de alto rendimiento, cambio, manejo de crisis e impacto cultural para asesorías organizacionales. También posee estudios en idiomas en la Universidad Atlántica de Florida de los Estados Unidos.
Margarita hace parte de la reserva activa de la Fuerza Aérea Colombiana y recientemente recibió su grado Eclesiástico en Filosofía y Ciencias Religiosas del Seminario Mayor de manos de la Reverenda Gloria Hincapié, decana del Seminario Providencial.

## Biografía
Margarita Restrepo nació en la ciudad de Medellín el 29 de diciembre de 1970. Es la mayor de 3 hijos de una familia tradicional antioqueña. Desde pequeña, por circunstancias profesionales de sus padres, David Restrepo Mejía —arquitecto—  y Martha Luz Arango —artista—, Margarita conoció las diferentes regiones de Colombia. Una parte de su infancia la vivió en Bucaramanga. Su adolescencia la vivió en Medellín y se graduó de bachiller del colegio Teresiano de esa ciudad. Ingresó a la Universidad Pontificia Bolivariana, donde realizó estudios de Comunicación Social - Periodismo hasta séptimo semestre. Debido a una enfermedad huérfana, tuvo que suspender sus estudios y salir del país para el tratamiento de la misma.
A lo largo de su vida profesional, ha adelantado estudios de liderazgo, equipos de alto rendimiento, manejo de crisis e impacto cultural en las organizaciones privadas.[cita requerida] El énfasis en el buen clima organizacional, tanto en el sector privado como en el público, es una de sus mayores preocupaciones.[cita requerida]
Se casó a los 23 años y tiene dos hijas: Margarita Rosa y Ana Isabel.

## Vida política
Proviene del sector privado y se desempeñó como relacionista pública y asesora organizacional.  
Ha trabajado en la lucha por la penalización del aborto, desde la ONG "Origen" y por la recuperación del liderazgo de la mujer en la familia y en la sociedad. Así mismo, fue directora y actualmente miembro del Centro de Pensamiento Primero Colombia.
Conoció al expresidente Álvaro Uribe Vélez en el sector privado. Apoyó su gobierno y se vinculó activamente al uribismo en el 2010 con ocasión de las elecciones regionales, respaldando decididamente a Carlos Mario Estrada en su aspiración a la gobernación de Antioquia.  Desde entonces, lideró y participó en diferentes actos cívicos y políticos en los que compartió con la comunidad los principios fundantes de la doctrina uribista.
Cofundadora del partido Centro Democrático,  decide entrar de lleno a la actividad pública cuando el expresidente Uribe la invita a integrar la lista cerrada que la colectividad presentó ante los electores de Antioquia.
En el año 2014 fue elegida Representante a la Cámara por Antioquia, por el Partido Centro Democrático.
La primera decisión que tomó una vez fue elegida como representante a la Cámara fue la de integrar la Comisión de Derechos Humanos de esa corporación.[cita requerida]
Colombia es el único país del hemisferio occidental en el que se practica el doloroso delito de reclutamiento forzado de menores de edad. Es un crimen de lesa humanidad que en nuestro país se comete día a día sin que la sociedad se haya dado cuenta de la magnitud del daño que ese delito le hace a nuestra sociedad.
Debido a este flagelo, Restrepo adelanta un proyecto de ley para endurecer las penas a todo aquel quien reclute a un menor.

## Proyectos de Ley
1. Endurecimiento de penas por el delito de reclutamiento forzado de menores:  La pena en prisión para quien reclute a un menor hoy en día va de 8-15 años, y con esta iniciativa quedaría de 13 - 23 años, equiparando a este delito con el delito de "Trata de personas en persona protegida con fines de explotación sexual". Ya que el delito de reclutamiento contempla otros delitos como: secuestro, abuso, utilización, escaltitud, trata, entre otros.
2. Normas para fortalecer la resocialización de los reclusos en Colombia: Se busca crear las Fábricas Penitenciarias y Penitenciarías Agropecuarias como establecimientos de reclusión, reconceptualizando el trabajo y el estudio penitenciario y carcelario. Se busca también incentivar la estimulación del ahorro para las personas privadas de la libertad a efectos de contribuir con el fortalecimiento de la infraestructura carcelaria.
3. Regulación de los procedimientos médicos y quirúrgicos con fines estéticos:Este proyecto tiene por objeto regular las condiciones para la realización de los procedimientos médicos y quirúrgicos con fines estéticos, establecer disposiciones relacionadas con los insumos, dispositivos y medicamentos autorizados, condiciones sobre los recintos habilitados, acreditación del profesional de la salud, publicidad, entre otros, con el fin de proteger la salud y la vida de los mismos.
4. Manejo Integral al Sobrepeso y la Obesidad – MISO-:Bajo la premisa constitucional del derecho a la protección integral de la salud y a una alimentación adecuada, se busca la ejecución de políticas públicas para el Sistema General de Seguridad Social en Salud en materia de manejo integral del sobrepeso y la obesidad de la población colombiana.
5. Declaración de conocimiento, acogimiento y aceptación de la constitución política de Colombia:Se pretende crear un procedimiento por cual se declare el conocimiento, el acogimiento y la aceptación de la Constitución Política como requisito previo y voluntario para obtener la Cédula de Ciudadanía.
6. Unidades de Atención Integral a la Primera Infancia en la empresa (UAPI) “SIEMPRE PRESENTE” para los hijos en edad temprana de los trabajadores y contratistas de empresas y entidades:Tiene por objeto regular la opción para grandes, medianas y pequeñas empresas, entidades públicas y privadas, de poner a disposición de sus trabajadores y contratistas, directamente o por intermedio de un tercero, un servicio de atención integral a la primera infancia destinado al cuidado y potenciamiento del desarrollo de sus hijos menores de 5 años, a partir del momento en que termine la licencia de maternidad.
7. Agravante por amenaza a profesionales de la salud:La presente ley tiene por objeto modificar el segundo inciso del artículo 347 de la Ley 599 del 2000, agregando una circunstancia de agravación cuando la conducta de amenaza se presente a los profesionales de la salud y/o a sus familiares, en razón de su función.
8. Regulación del sistema audiodescripción en Colombia: Busca proporcionar información sobre los elementos espaciales y característicos de los personajes y entornos que hacen parte de una producción audiovisual, a las personas con discapacidad visual, para que estos puedan recepcionar la totalidad de información que se muestra en ellas.
9. Uso de perros guía para personas con discapacidad visual:con esta iniciativa queremos garantizar el derecho al uso de perros guía para personas con discapacidad visual, así como el acceso a lugares públicos o privados de uso público y a los medios de transporte.

## Leyes de la República
Actualmente cuenta dos leyes de la República; su primera ley consiste en aumentar la edad de retiro voluntario de algunos funcionarios públicos, destacando así la experiencia; su segunda ley es la que reglamenta el programa de Tamizaje Neonatal en Colombia.
- Ley 1821 de Edad Máxima de Retiro, por medio de la cual se modifica la edad máxima de retiro de algunos servidores públicos del orden nacional y de los particulares que ejercen funciones públicas de modo permanente.

El proyecto tiene como finalidad ampliar en cinco años la edad de retiro forzoso de algunos servidores del Estado, especialmente cualificados, por cuanto las circunstancias de la vida contemporánea dan cuenta de la desuetud de la norma vigente sobre retiro forzoso, diseñada hace ya casi medio siglo. 
Estado: Convertido en ley de la República con el No. 1821 del 30 de diciembre de 2016. 
- Ley 1980 de Tamizaje Neonatal, el 26 de julio de 2019 el Gobierno del Presidente Iván Duque Márquez a través del Congreso de la República decretó la Ley por medio de la cual se crea el programa de Tamizaje Neonatal en Colombia.

¿Cuál es el objetivo de esta ley? Reglamentar y convertir en una política pública el programa de Tamizaje Neonatal en Colombia, a través de la detección temprana de enfermedades mediante la utilización, almacenamiento y disposición de la muestra de sangre del recién nacido para detectar tempranamente los errores congénitos del metabolismo y enfermedades que puedan deteriorar la calidad de vida de las personas, cuya identificación temprana permite evitar su progresión, secuelas y discapacidad, o modificar la calidad o expectativa de vida.
- Ley 2110 de endurecimiento de pena a reclutadores de menores, sancionada por el presidente Iván Duque el 29 de julio del 2021. Por el cual se modifica el artículo 162 del Código Penal” sobre reclutamiento ilícito.

Objetivo: Aumentar la pena en prisión a todo aquel que reclute forzadamente a un menor, pasando de 8-15 años de pena, a una condena de 13 – 23 años de castigo. Equiparando el delito de reclutamiento forzado de menores con el delito de “trata de personas, en persona protegida, con fines de explotación sexual. 

LEYES EN COAUTORÍA:
- Medellín Distrito Especial de Ciencia, tecnología e Innovación.
- Ley General de Vacunas
- Ley general de Turismo
- Ley que fortalece las condiciones laborales de las Comisarías de Familia